# Jeep Comanche
Il Jeep Comanche (nome in codice MJ) è un pick-up prodotto dalla casa automobilistica statunitense Jeep dal 1985 al 1992.

## Descrizione
La vettura, variante pick-up della Cherokee XJ (1984-2001), era disponibile nella configurazione con la sola trazione posteriore (RWD) o a trazione integrale (4WD) con il cassone lungo 1,83 metri o 2,13 metri.

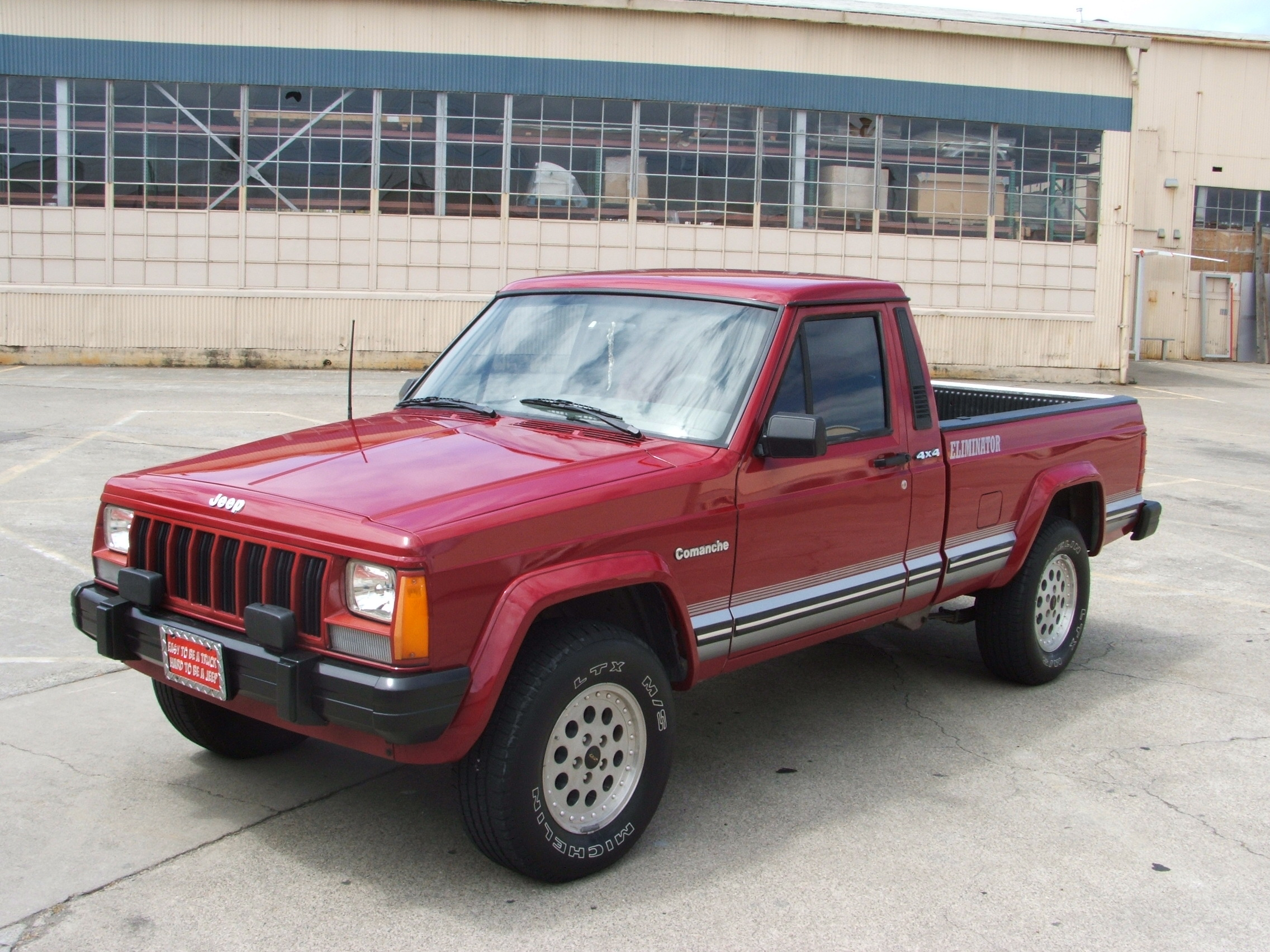
Jeep Comanche del 1990; si notino i paraurti in plastica

La Jeep Comanche è stata presentata a metà agosto 1985, in un evento organizzato nella sala da ballo dell'MGM Grand Hotel and Casino (attualmente Bally's Las Vegas) con la presenza di 1 500 rivenditori della AMC.
I progettisti ripresero gran parte della componentistica, come la carrozzeria, la meccanica e la trasmissione dalla Cherokee XJ, che era stata introdotta sul mercato nel 1984. Le differenze estetiche stavano soprattutto al posteriore con la presenza dietro l'abitacolo di un cassone con apertura a ribaltina.
Il pick up era disponibile in due versioni: a passo lungo introdotto al debutto nel 1986 e a passo corto presentata l'anno successivo.
Negli esemplari prodotti dal 1986 al 1987, la classica griglia Jeep aveva dieci feritoie in modo simile alla Cherokee XJ del 1984-1987, mentre gli esemplari prodotti dal 1988 al 1992 aveva una griglia con solo otto feritoie.
Dopo l'acquisizione della American Motors da parte della Chrysler nel 1987, la Jeep Comanche, come similmente avvenuto per la  Cherokee, ha ricevuto dei piccoli aggiornamenti, volti principalmente per migliorare l'affidabilità e la condivisione delle componenti con altri veicoli costruiti dalla Chrysler.

## Tecnica

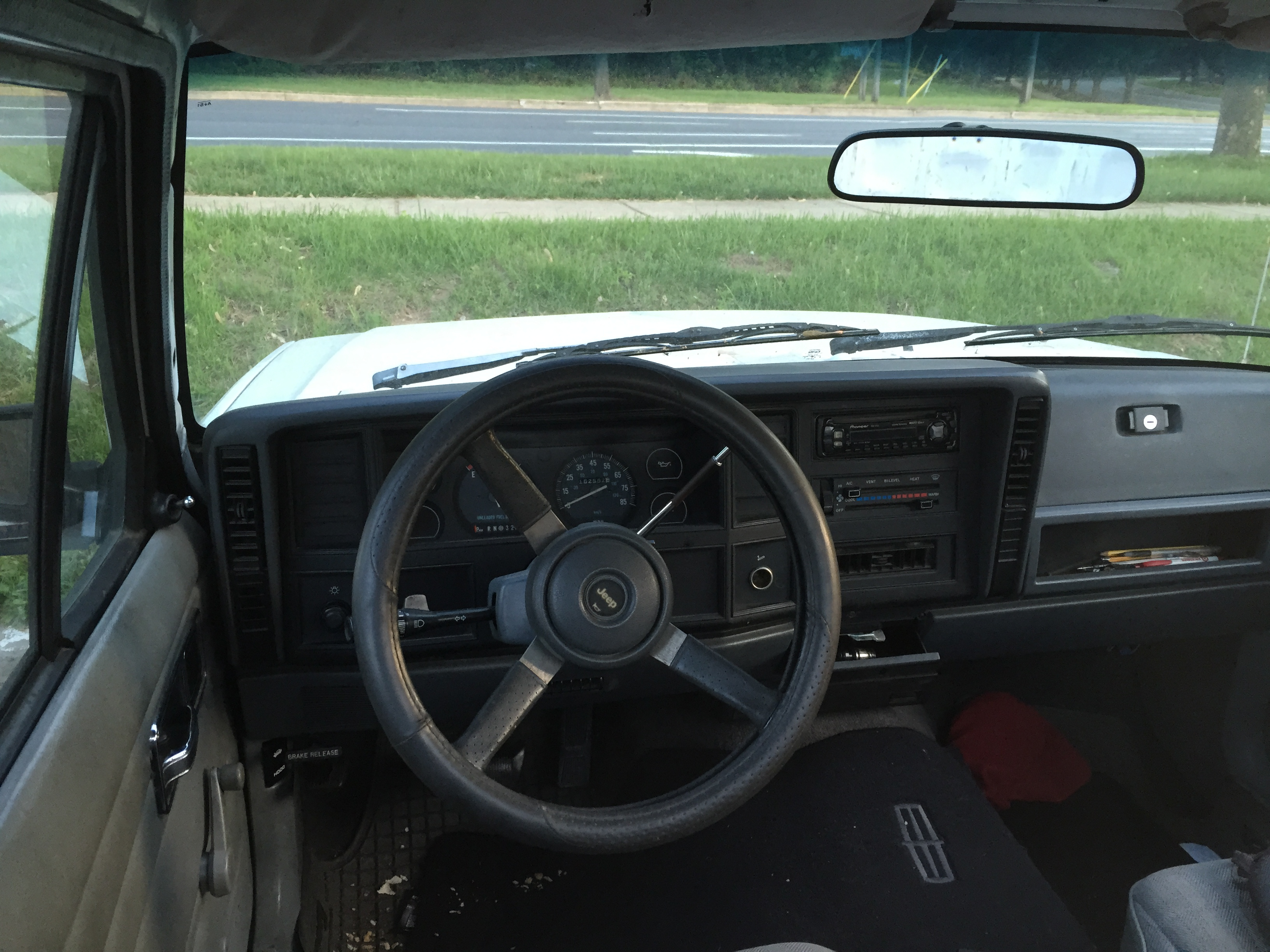
Posto guida

La Comanche utilizzava una sospensione anteriore denominata "Quadralink" mutuata dalla Cherokee XJ, caratterizzata dalla presenza di molle elicoidali e barra Panhard.
Per le sospensioni posteriori, la vettura utilizzato delle balestre considerevolmente più lunghe di quelle della Cherokee.
Le prime Comanche Model Year 1986 erano disponibili con tre motorizzazioni: un AMC da 2,5 litri quattro cilindri, un General Motors da 2,8 litri V6 (quest'ultimi entrambi a benzina) o un turbo diesel di origine Renault quattro cilindri da 2,1 litri. Nelle versioni base il motore a quattro cilindri era abbinato un cambio manuale a quattro velocità, con un la possibilità di montare optional un cambio manuale a cinque velocità o un automatico a tre marce costruito dalla Chrysler. Il motore V6 era disponibile con il manuale a cinque marce o con quello automatico, mentre il turbodiesel era disponibile solo con il cinque marce.
Nel secondo anno di produzione, il V6 venne sostituito dal nuovo motore AMC da 4,0 litri sei cilindri in linea che sviluppava 173 CV e 298 Nm di coppia. Anche le prestazioni Il motore base da 2,5 litri era stato migliorato, portando la potenza a 121 CV. L'unità turbodiesel venne tolta dal listino.
In concomitanza con l'introduzione del sei cilindri, venne introdotto un nuovo cambio automatico a quattro marce costruito dalla Aisin-Warner che andava a sostituire l'ex Chrysler a tre velocità.
Nel 1988 venne incrementata la potenza del motore da 4,0 litri arrivando a erogare 177 CV.
Quando Chrysler acquistò AMC nel 1987, la Comache adattò l'elettronica di controllo del motore Chrysler in sostituzione dei sistemi originali Renix. Di conseguenza, la potenza e la coppia in entrambi i motori venne incrementata, con il quattro cilindri che erogava 9 CV in più e il sei cilindri 13 CV.